# Liste der Biografien/Mf
Liste der Biografien |
Portal Biografien |
Personensuche
# |
A |
B |
C |
D |
E |
F |
G |
H |
I |
J |
K |
L |
M |
N |
O |
P |
Q |
R |
S |
T |
U |
V |
W |
X |
Y |
Z |
?
 
Ma |
Mb |
Mc |
Md |
Me |
Mf |
Mg |
Mh |
Mi |
Mj |
Mk |
Ml |
Mm |
Mn |
Mo |
Mp |
Mq |
Mr |
Ms |
Mt |
Mu |
Mv |
Mw |
Mx |
My |
Mz
Die Liste der Biografien führt alle Personen auf, die in der deutschsprachigen Wikipedia einen Artikel haben. Dieses ist eine Teilliste mit 12 Einträgen von Personen, deren Namen mit den Buchstaben „Mf“ beginnt.

## Mf
- MF Doom (1971–2020), britisch-US-amerikanischer RapperMF Doom (1971–2020)

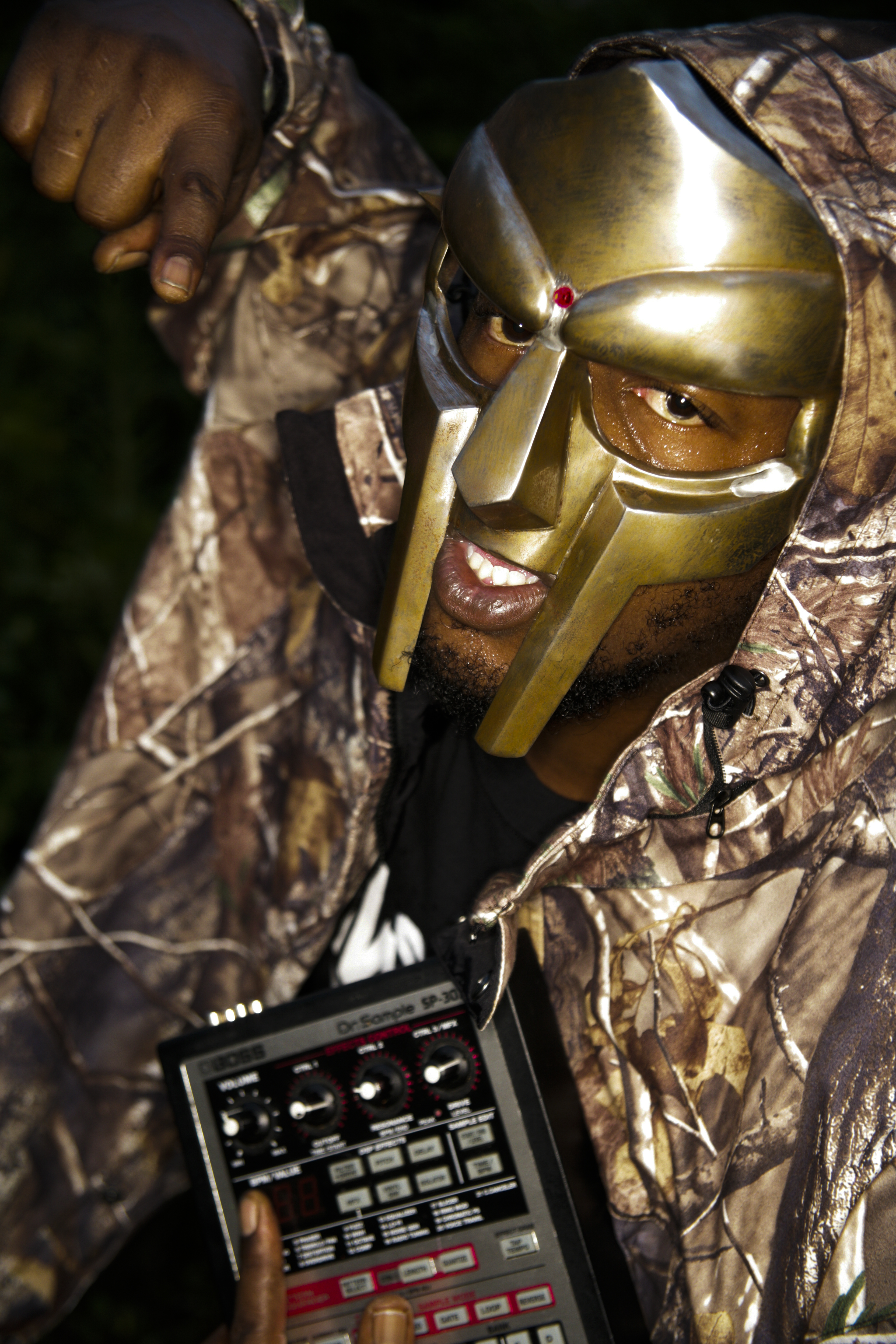
MF Doom (1971–2020)

### Mfa
- Mfa Mezui, Anthony (* 1991), gabunischer Fußballtorhüter

### Mfe
- M’Fédé, Louis-Paul (1961–2013), kamerunischer Fußballspieler
- Mfeketo, Nomaindia (* 1952), südafrikanische Politikerin, stellvertretende Parlamentssprecherin, Botschafterin

### Mfu
- Mfulu, Omenuke (* 1994), kongolesisch-französischer Fußballspieler
- Mfumbusa, Bernardin (* 1962), tansanischer Geistlicher und römisch-katholischer Bischof von Kondoa
- Mfume, Kweisi (* 1948), US-amerikanischer Bürgerrechtler und Politiker der Demokratischen Partei
- Mfune, Duncan B. (1937–2025), sambischer Bezirksapostel der Neuapostolischen Kirche Sambia (1989–2005)
- M’Futi, Mobulu (* 1981), kongolesischer (DR Kongo) Fußballspieler
- Mfutila, Rebecca Mutumosi, Pfarrerin der Evangelischen Gemeinschaft des Kwango in der Demokratischen Republik Kongo
- Mfuyi, Christopher (* 1989), kongolesisch-schweizerischer Fussballspieler

### Mfy
- Mfyomi, Pascal (* 1942), tansanischer Mittel- und Langstreckenläufer